# BI-20
La  BI-20  o Circunvalación Este de Bilbao (o Variante Este de Bilbao) es un acceso vial de doble calzada en Vizcaya, y forma parte interior oriental del «anillo de Bilbao». Anteriormente la denominación era  BI-631 , la Diputación de Vizcaya ha modificado en el año 2019, la nomenclatura a la  BI-20 .
Empieza en el barrio Bolueta, donde enlaza una rotonda que va con las carreteras  BI-20  y  N-634 , contando con los enlaces de Ocharcoaga, Hospital de Santa Marina, Barrio Zurbaranbarri, Uríbarri y termina en Galbarriatu al sur de Derio con el enlace de la circunvalación norte de Bilbao ( BI-30 ). Se continua la misma autovía hasta Munguía y carretera hasta Bermeo a través de la  BI-631 .

## Tramos
| Denominación | Tramo                                                                                   | Año servicio | km      |
| ------------ | --------------------------------------------------------------------------------------- | ------------ | ------- |
| BI-20        | Solución Eskugalde Tramo: Galbarriatu BI-30 - Ayarzas Tramo: La Herradura - Galbarriatu | 1984         | 3,8 2,4 |
| BI-20        | Variante Este de Bilbao La Herradura - Bolueta BI-625 N-634                             | 2000         | 2,6     |